# Jangsan-myeon
Jangsan-myeon (koreanska: 장산면) är en socken i kommunen Sinan-gun i provinsen Södra Jeolla i den sydvästra delen av Sydkorea, 335 km söder om huvudstaden Seoul. Den består av fem bebodda öar  och ett antal mindre obebodda öar. Den största ön är Jangsando (24,9 km² / 1 447 invånare). 